# ダニエル・K・イノウエ国際空港
ダニエル・K・イノウエ国際空港（ダニエル・ケー・イノウエこくさいくうこう、ハワイ語: Kahua Mokulele Kauʻāina o Daniel K. Inouye、英語: Daniel K. Inouye International Airport）は、アメリカ合衆国のハワイ州オアフ島にある国際空港。
旧名称はホノルル国際空港（英: Honolulu International Airport）であったが、2017年4月27日よりハワイ州出身で陸軍大尉、日系アメリカ人初の連邦上院議員となったダニエル・K・イノウエにちなむ現名称に変更された。
ハワイ州最大の都市であるホノルル、第2の都市であるパール・シティと真珠湾の南東に位置するハワイ州最大の国際空港で、オアフ島のみならずハワイの空の玄関口である。

## 概要

### 太平洋地域のハブ
アメリカとアジア、オセアニアやミクロネシア、ポリネシアなどを結ぶ太平洋航空路の結節点に位置することから、アメリカの航空会社がアメリカ本土やアラスカ州、アメリカ領サモア、グアムなどとの間の定期便を運航している。
また歴史的に縁が深く、観光地としても人気である日本からも、双方から日本航空やハワイアン航空など5社が5拠点（成田、羽田、中部、関西、福岡）に乗り入れている。さらにフィジー、フィリピン、カナダ、オーストラリア、ニュージーランドなど環太平洋地域各国の航空会社や、太平洋に面していない韓国からも乗り入れる太平洋地域のハブ空港的存在である。

### ハワイ諸島へのハブ空港
オアフ島に隣接するハワイ諸島へのハブ空港にもなっている。ハワイアン航空、モクレレ航空、サウスウエスト航空と、貨物便専用のアロハ・エアカーゴとコーポレート・エアが使用している。

### 24時間空港
24時間空港で日中夜間を問わず発着数も多く、4つの主要な滑走路と水上飛行機用の滑走エリアを持っている。
海側にある08R/26Lは海面を埋め立てて造成された滑走路で「リーフ・ランウェイ」と呼ばれる。かつてスペースシャトルの緊急着陸用滑走路に指定されていた。

### ヒッカム空軍基地
隣接地にアメリカ空軍のヒッカム空軍基地（2010年よりパールハーバー・ヒッカム統合基地の一部）があり、滑走路をホノルル国際空港と共有している。太平洋の中心に位置するアメリカ軍の世界戦略における重要拠点の一つである。

## 歴史
1927年3月21日、ジョン・ロジャース空港（John Rodgers Airport）として開港した。
第二次世界大戦後の太平洋地域の国際線の増加に伴い、1947年5月2日、ホノルル国際空港（Honolulu International Airport）へ名称が変更された。
1962年8月には新旅客ターミナルが新設された。
その後日本やアメリカ本土、オセアニアからの便が増えたことに伴い、1970年代に数回にわたる拡張工事が行われ、2006年には本格的な改装工事が行われた。2017年に現在の「ダニエル・K・イノウエ国際空港」に改称された。

### 略歴
- 1927年：ジョン・ロジャース空港として開港
- 1935年：パンアメリカン航空が飛行艇で乗り入れ開始
- 1941年：日本軍による真珠湾攻撃で被災。第二次世界大戦への参戦に伴いホノルル海軍基地に名称変更
- 1947年：ホノルル空港へ名称変更
- 1947年：国際線の増加に伴いホノルル国際空港へ名称変更
- 1954年：日本航空が日本の航空会社として初の乗り入れ開始[10]
- 1962年：旅客ターミナル新設
- 1970年：ウィキウィキバス運行開始
- 1970年：第2ターミナルに「ダイヤモンドヘッド・コンコース」完成
- 1972年：第2ターミナルに「セントラル・コンコース」完成
- 1980年：第2ターミナルに「エワ・コンコース」完成
- 2006年：12年かけた空港更新プロジェクトがスタート
- 2017年：ダニエル・K・イノウエ国際空港に改称
- 2021年：第1ターミナルに「マウカ・コンコース」完成
- 2021年：レンタカー総合ビルがオープン

## ターミナル
旅客ターミナルは3つあり、ターミナル1はハワイアン航空専用で、それ以外の航空会社はターミナル2を使用している。ターミナル3は小型機に特化した施設でモクレレ航空が使用している。
ターミナル1は25ゲートあり、2021年8月に新コンコース「マウカ・コンコース」がオープンした。ターミナル2は「メインターミナル」と呼ばれ、空港の中心的な施設で29ゲートある。ハワイアン航空の日本線は日本航空とコードシェアを組んでいる関係から例外的にここから出発する。ターミナル2と1はエアサイドが連結しており徒歩で移動できる。ただし検問があり手荷物検査を受ける必要がある。

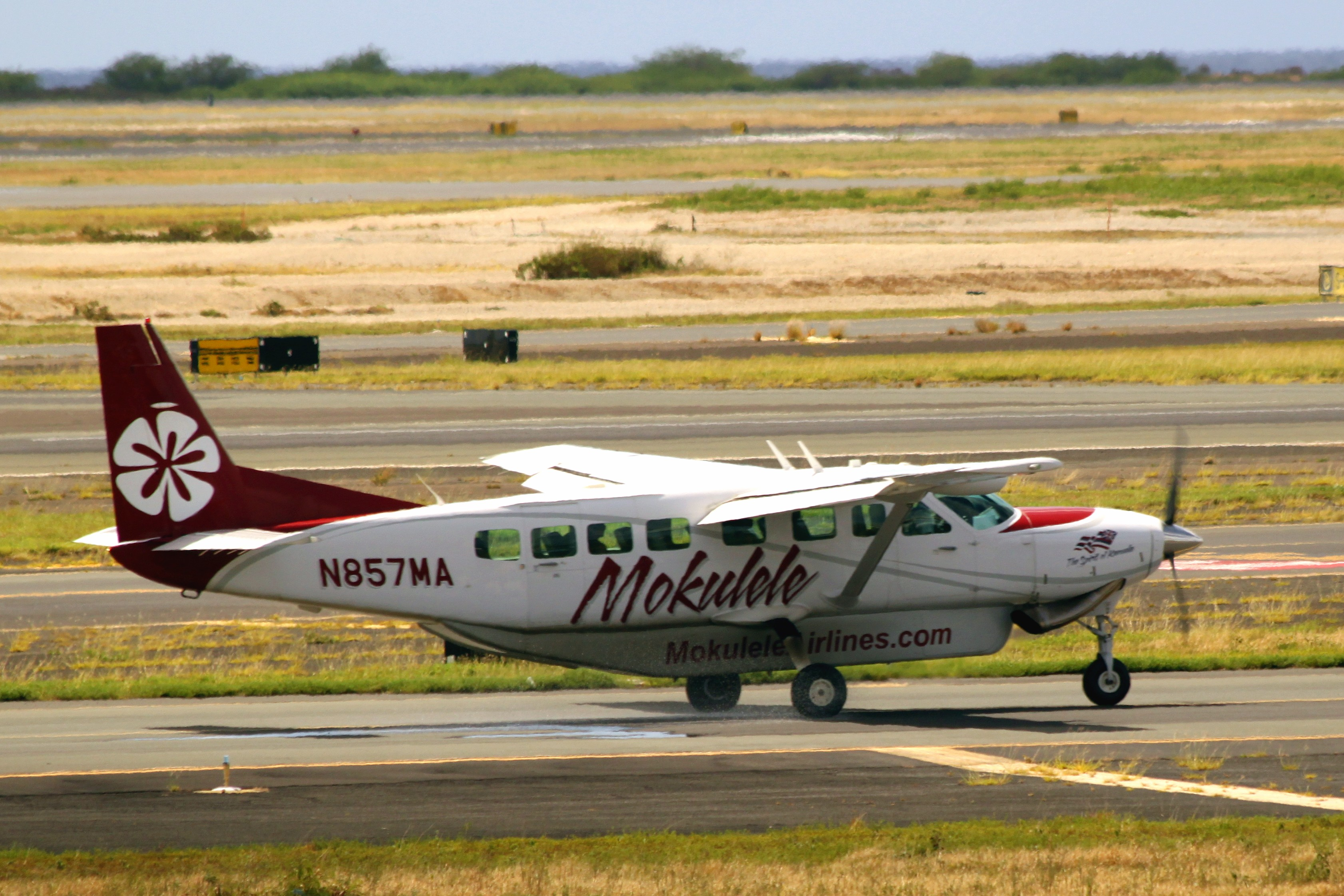
モクレレ航空のセスナ 208

ターミナルのエアサイドは区画ごとにアルファベットが割り当てられ、搭乗口はA9、E2、F1のように番号が付けられている。
- ターミナル1（A、B）
- ターミナル2（C、D、E、F、G）
- ターミナル3（H）

各ターミナルは出発カウンターや連絡通路などの空港内の公共スペースの多くがオープンエアとなっている。また、貨物機専用ターミナルは5か所の貨物エリア内に、航空会社所有と州所有の9つのターミナルビルが置かれている。

## 旅客ターミナル内外施設

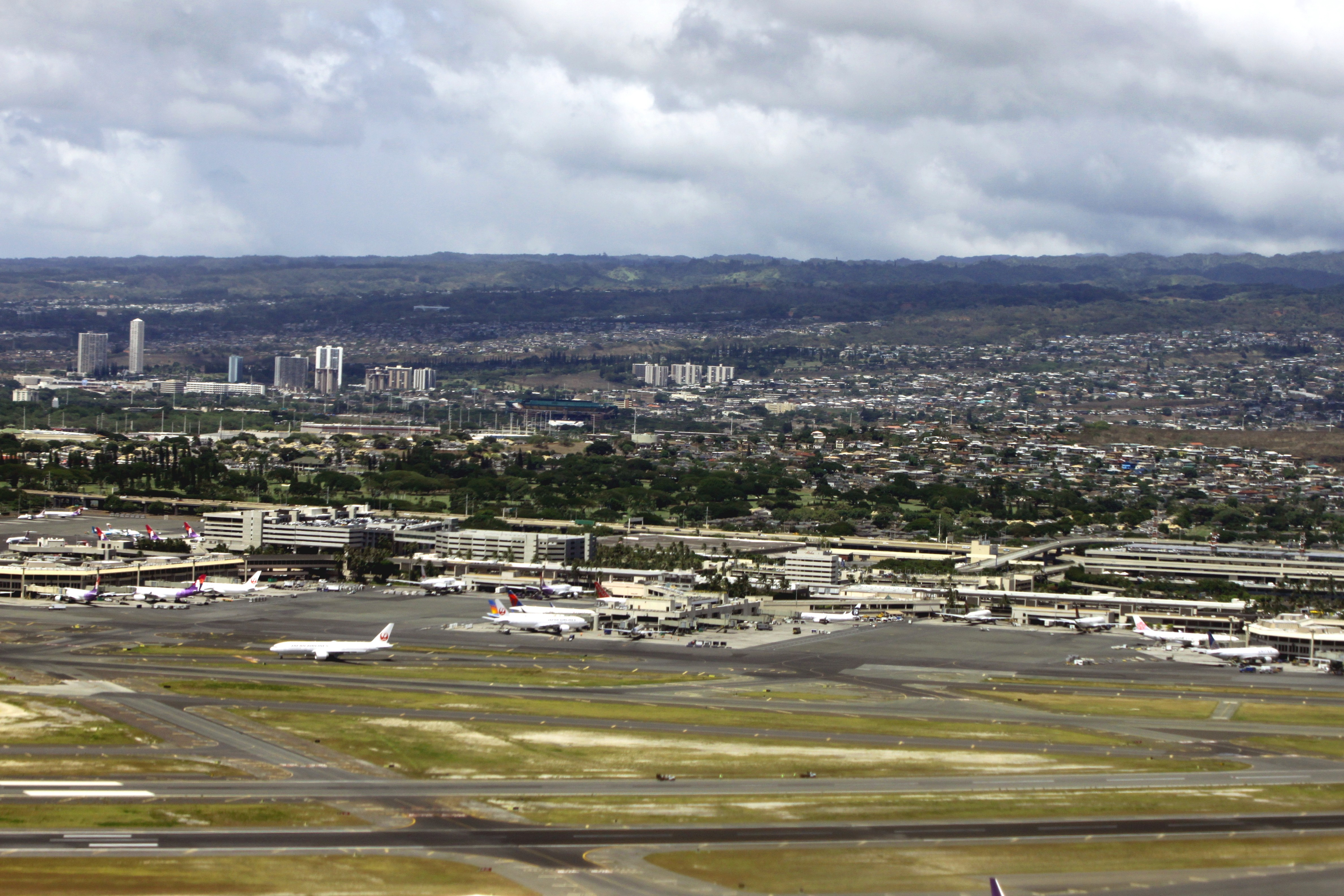
ターミナル1（左）、ターミナル2（中、右）

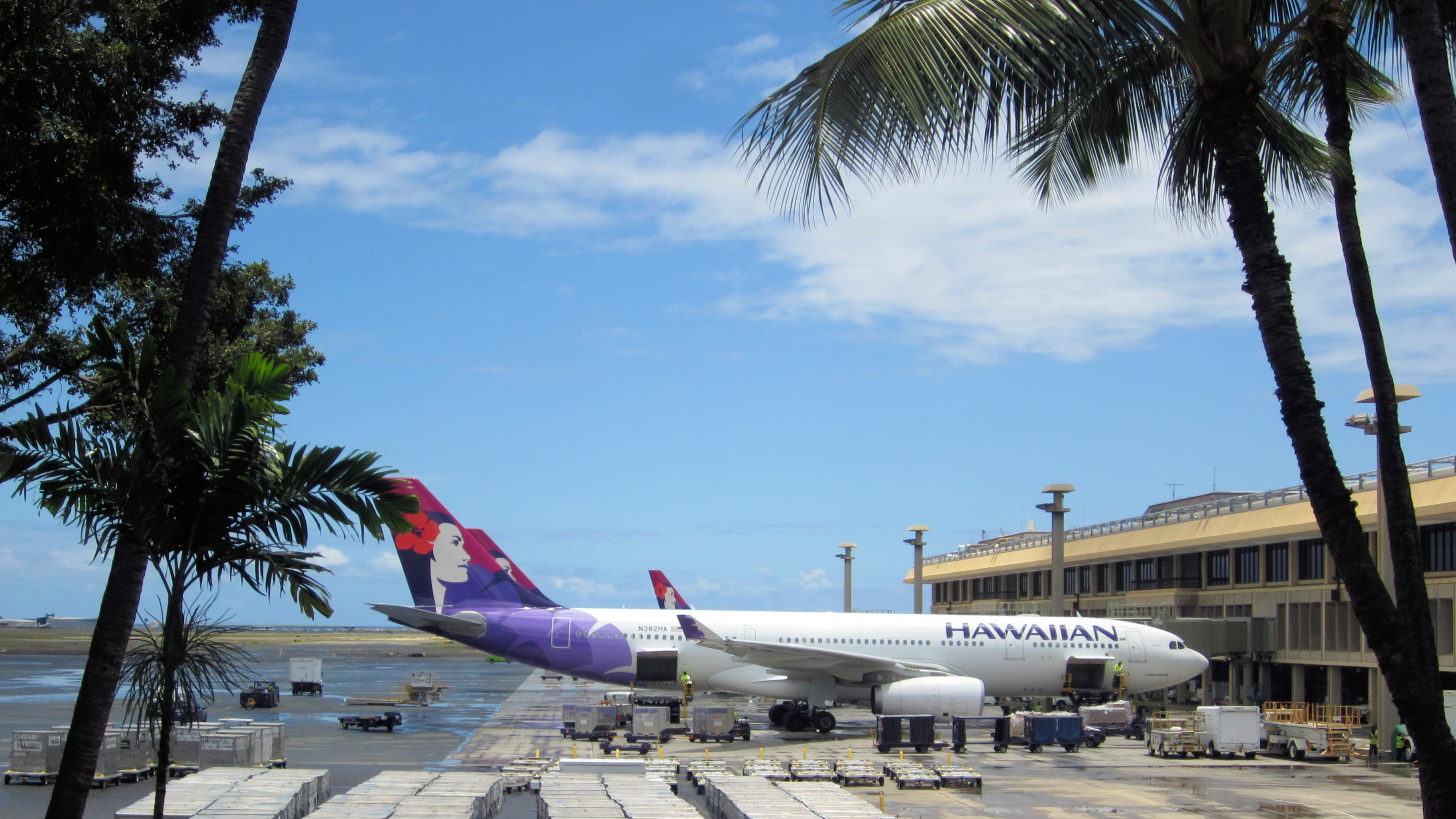
駐機エリアに止まるハワイアン航空のエアバスA330

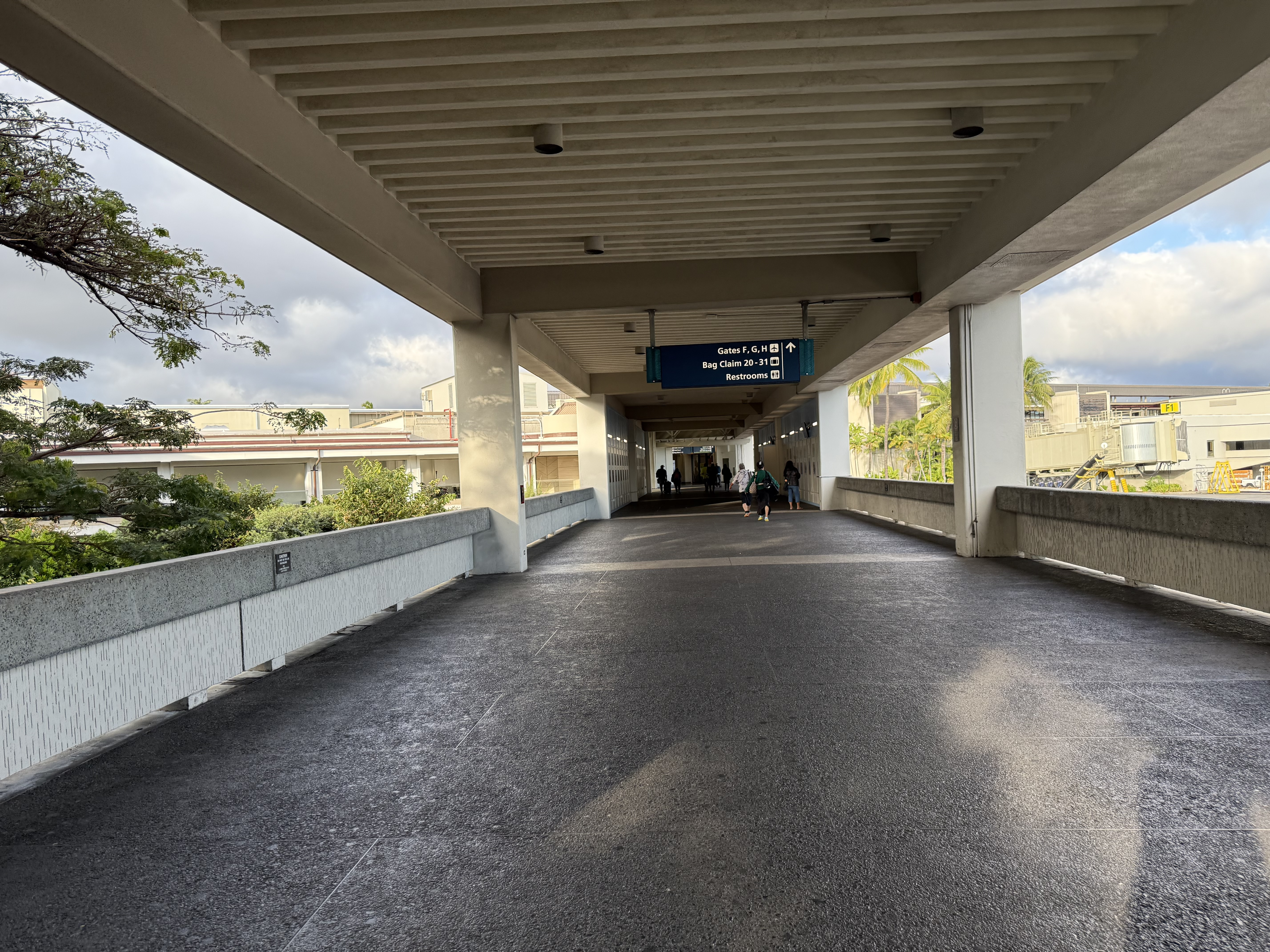
オープンエア通路

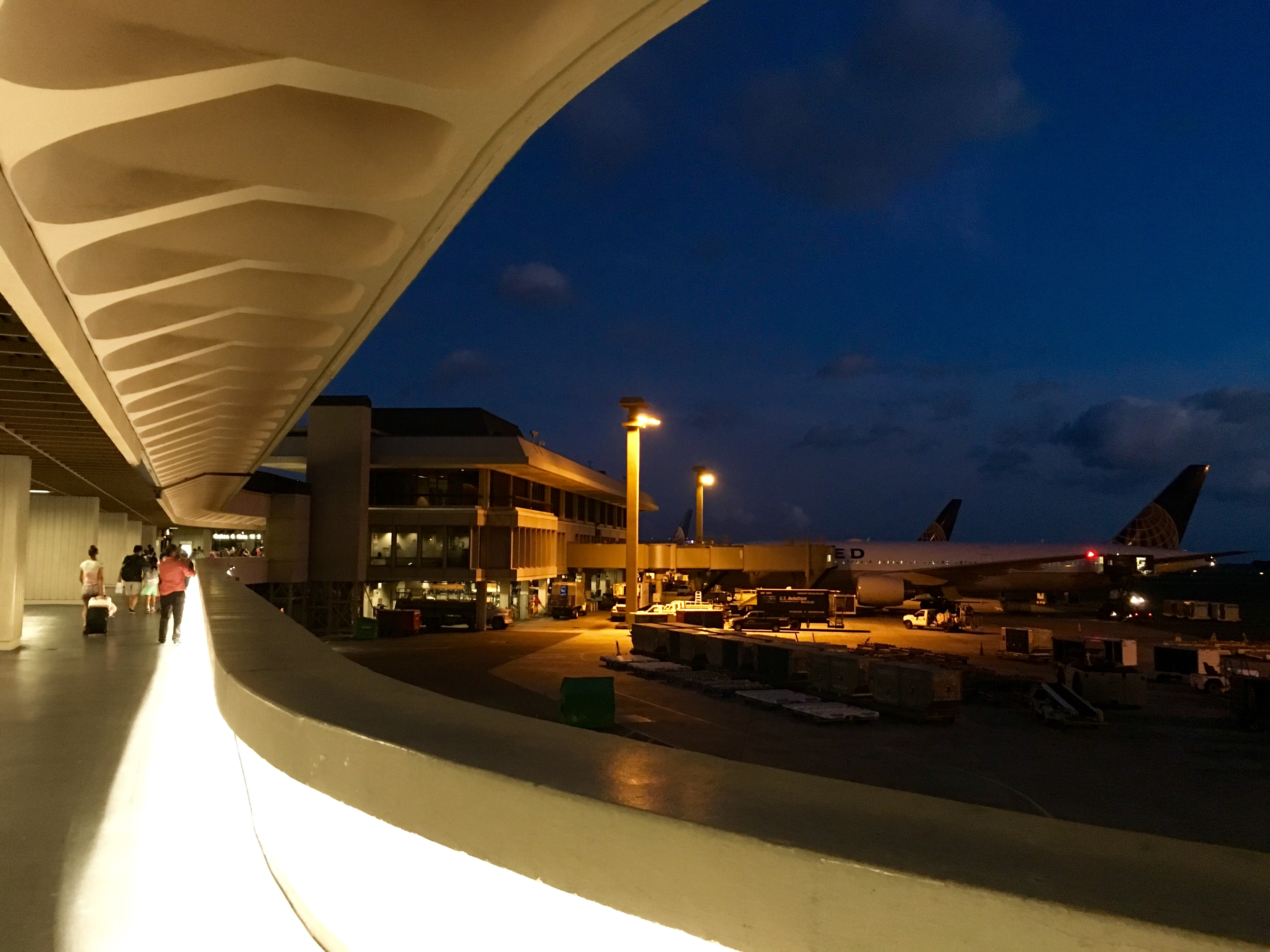
オープンエア通路の夜景

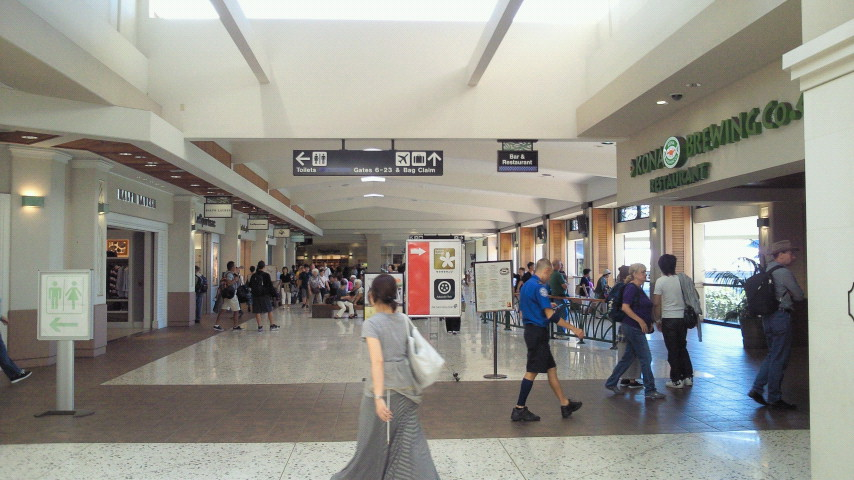
免税店エリア

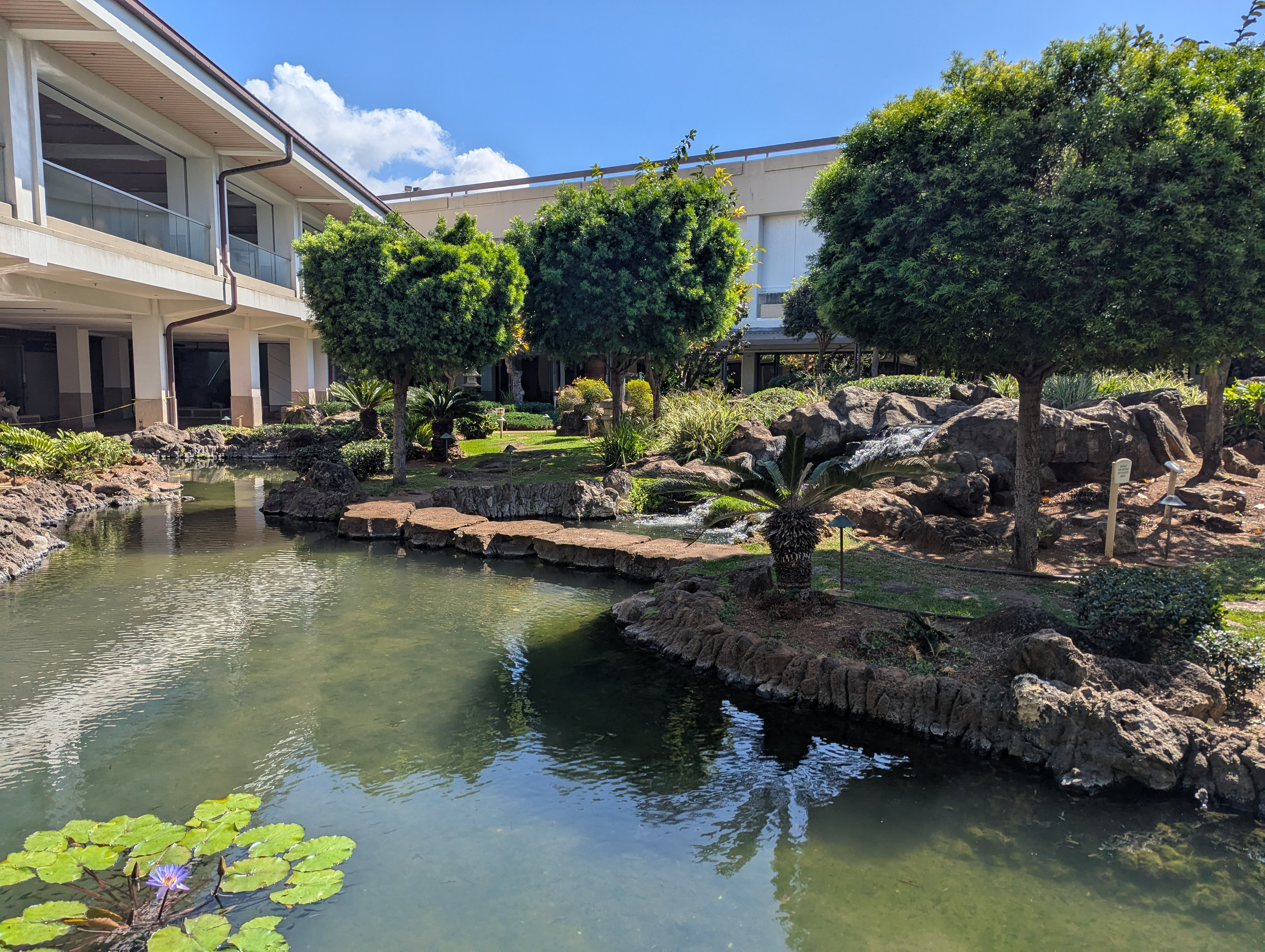
ジャパン・カルチュアル・ガーデン

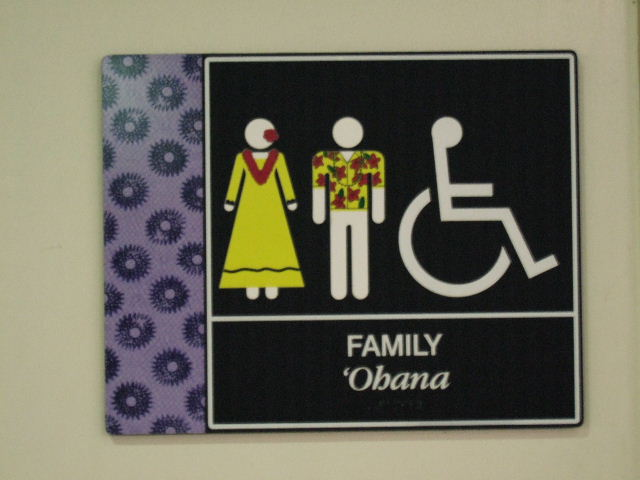
旅客ターミナル内のハワイ語と英語の2か国語表記

旅客ターミナル内は、第1ターミナルの「マウカ・コンコース」を除き、貿易風が通り抜けるホノルルの気候を生かした屋根ありのオープンエアスペースが多く、チェックインカウンターやターミナル間通路、セキュリティチェック後のカフェや商店、免税店エリアでさえ冷房が設けられていないオープンエアスペースが多く存在する。
なお出入国を行う税関や荷物検査を行うエリア、商店やラウンジ、乗降口やその前の待合室などは、保安上または空調上の観点からクローズエアスペースとなった室内にある。そのため、迷い込んだ小鳥が、乗降口やその前の待合室などに多数入り込んでいるので注意が必要である。
旅客ターミナル内では、すべてハワイ語と英語の2か国語のアナウンスと表記が行われており、他にも日本語や韓国語でアナウンスや表記が行われているケースもある。
なお第2ターミナルのセキュリティチェック後エリアには「ハワイ」、「日本」、「チャイニーズ（中華）」の各文化の特徴をあしらった庭園と、ハワイ生まれの偉人の展示エリアがある。また第2ターミナルのセキュリティチェック後エリアには「太平洋航空博物館」があったが、2000年代以降の改装時に撤去されている。

### 主な施設
- 航空会社チェックインカウンター（各ターミナル[14]）
- 手荷物引き取り所（各ターミナル）
- 荷物一時預かり所（第2ターミナルセキュリティチェック前エリア）
- レストラン（セキュリティチェック後エリアのみ。ラハイナ・チキン・カンパニー、カリフォルニア・ピザキッチンやパンダ・エキスプレスなど[15]）
- カフェ、バーコーナー（セキュリティチェック前後。セキュリティチェック前エリアの店は開店時間に制限あり）
  - 到着時や出発客のセキュリティチェック前のエリアには、トイレや自動販売機こそ設けらているものの、飲食や買い物をする店舗はほとんど設けられていないので注意が必要
- 免税店（第2ターミナルセキュリティチェック後エリアのみ）
- ニューススタンド（セキュリティチェック後エリアのみ）
- お土産店（セキュリティチェック後エリアのみ）
- ブティック（ラルフローレン、エルメス、プラダ、コーチなど。第2ターミナルセキュリティチェック後エリアのみ）
- 航空会社ラウンジ（日本航空[16]、ハワイアン航空[17]、アメリカン航空、ユナイテッド航空など。セキュリティチェック後エリアのみ）
- クレジットカード/旅行会社ラウンジ（第2ターミナルセキュリティチェック後エリアのみ）
- ATM（セキュリティチェック前後）
- ダニエル・K・イノウエ連邦上院議員とプロアメリカンフットボール選手兼プロ野球選手の与那嶺要の展示スペース（第2ターミナルセキュリティチェック後エリア）
- ハワイ、日本、チャイニーズ，各カルチュアルガーデン（第2ターミナルセキュリティチェック後エリア[18]）
- バスやタクシー乗り場（各ターミナル前）
- 駐車場（各ターミナル前）
- レンタカーオフィス：ハーツ、エイビス、バジェット、エンタープライズなど主要レンタカー会社（第2ターミナル駐車場横。各ターミナル前からの連絡バスあり）
- レイ専門店（ターミナルビル駐車場料金所出口付近[19]）

### ウィキウィキシャトル

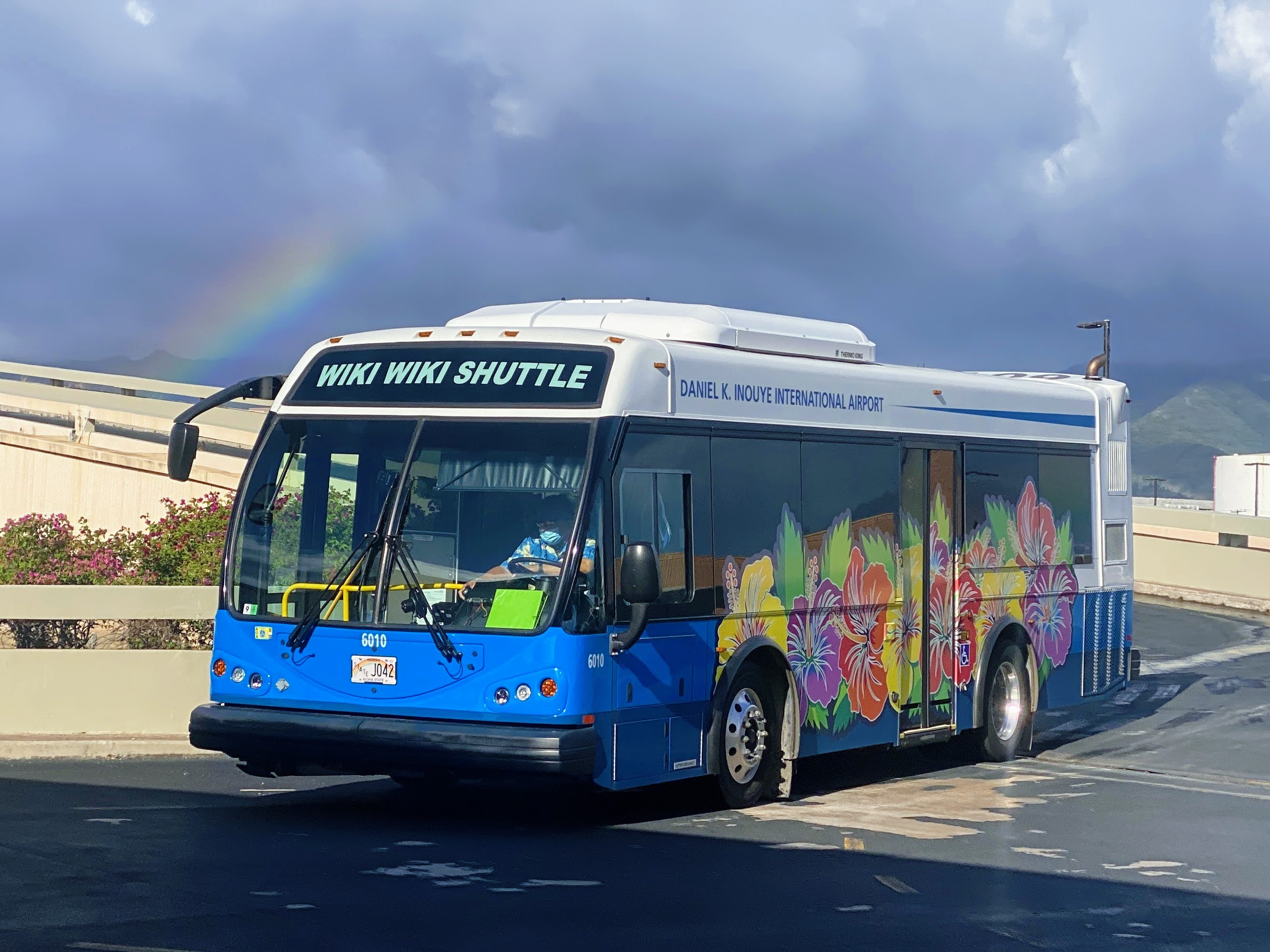
ウィキウィキシャトル

ウィキウィキシャトルは1970年から運行している空港内巡回バスである。メインターミナル中心部を使用する便以外の国際線旅客の多くは、ターミナル到着後に到着ゲートからメイン・ターミナルの入国審査場までバスで移動する。このバスは同空港のシンボル的存在となっている。
旧型のバスは車内に空調が装備されておらず、入口に階段がありバリアフリー対応が難しいことから、空調付きの連絡通路を建設して完成後に全廃することになった。だが、2010年の通路完成後もバスの運行は継続しており、2013年には空調付きの新型のバスが導入された。

### 団体客専用出口
日本をはじめとした周辺諸国から団体ツアー客が多く訪れることもあり、メインターミナルの国際線旅客用出口は、団体ツアー客向けの大型バスの駐車場に直結した団体客専用出口が用意されている。

### レイ専門店
ターミナルビルの駐車場料金所出口付近に、レイを売る専門店の集まったエリアがある。なおパンアメリカン航空が飛行艇で乗り入れていた1930年代以降、到着した乗客にレイをかけるのが恒例であった名残である。

### ホテル
空港敷地内に「ベストウェスタン・ザ・プラザホテルホノルルエアポート」があり、空港内からシャトルバスがある。またダウンタウンやワイキキ、アラモアナ、パールシティ、コオリナなどの空港近隣にもホテルやモーテルなどがある。

## 就航路線

### ターミナル1
| 航空会社       | 就航地 |
| -------------- | --- |
| ハワイアン航空 | ハワイ諸島: カフルイ、ヒロ、コナ、リフエ、ラナイ、モロカイ、カパルア アメリカ本土: ラスベガス、ロサンゼルス/LAX、ロサンゼルス/ロングビーチ、ニューヨーク/JFK、オークランド(CA)、フェニックス、ポートランド、サクラメント、サンディエゴ、サンフランシスコ、サンノゼ、シアトル、ボストン(2025年11月19日をもって運休予定) ポリネシア: オークランド、パゴパゴ、パペーテ オーストラリア: ブリスベン、シドニー 東アジア: ソウル/仁川(2025年11月21日をもって運休予定) |

ハワイアン航空の日本線はコードシェアしている日本航空と同じくターミナル2から出発する。

### ターミナル2
| 航空会社               | 就航地 |
| ---------------------- | --- |
| ハワイアン航空         | 日本: 東京/羽田、大阪/関西、福岡(2025年11月19日をもって運休予定) |
| ユナイテッド航空       | シカゴ/ORD、デンバー、ヒューストン、ロサンゼルス/LAX、ニューアーク、サンフランシスコ、ワシントン/ダレス ミクロネシア: マジュロ、クワジャリン、コスラエ、ポンペイ、チューク、グアム |
| デルタ航空             | デトロイト、アトランタ、 ミネアポリス=セントポール、ロサンゼルス/LAX、ソルトレイクシティ、シアトル [季節運航]: ニューヨーク/JFK、ポートランド、サンフランシスコ 日本: 東京/羽田    |
| アメリカン航空         | ダラス・フォートワース、ロサンゼルス/LAX、フェニックス [季節運航]:シカゴ/ORD |
| アラスカ航空           | アンカレッジ、オークランド、ポートランド、サンディエゴ、サンノゼ、シアトル、サンフランシスコ、ロサンゼルス/LAX                                                                     |
| サウスウエスト航空     | カフルイ、コナ、ヒロ、リフエ、ラスベガス、ロサンゼルス/LAX、オークランド、フェニックス、サクラメント、サンディエゴ、サンノゼ                                                       |
| サンカントリー航空     | ポートランド [季節運航]:サンフランシスコ、サンノゼ |
| エア・カナダ           | バンクーバー [季節運航]: トロント |
| ウエストジェット航空   | バンクーバー [季節運航]: カルガリー |
| 日本航空               | 東京/成田、東京/羽田、大阪/関西、名古屋/中部 |
| ZIPAIR Tokyo           | 東京/成田 |
| 全日本空輸             | 東京/成田、東京/羽田 |
| 大韓航空               | ソウル/仁川 |
| アシアナ航空           | ソウル/仁川 |
| フィリピン航空         | マニラ |
| フィジー・エアウェイズ | アピア、クリスマス島、ナンディ |
| カンタス航空           | シドニー |
| ジェットスター航空     | メルボルン、シドニー |
| ニュージーランド航空   | オークランド |

### ターミナル3
| 航空会社     | 就航地                                       |
| ------------ | -------------------------------------------- |
| モクレレ航空 | カパルア、カイルアコナ、モロカイ、カラウパパ |

### 貨物
| 航空会社                           | 就航地 |
| ---------------------------------- | --- |
| アロハ・エアカーゴ                 | ハワイ諸島 : ヒロ、カフルイ、カイルア・コナ、リフエ アメリカ本土 : ラスベガス、ロサンゼルス |
| アジア・パシフィック・エアラインズ | グアム、キリスィマスィ島、クワジャリン、マジュロ、パゴパゴ、ポンペイ |
| アマゾン・エア                     | オンタリオ |
| コーポレート・エア                 | モロカイ、カラウパパ、ワイメア・コハラ、カパルア、ラナイ、リフエ |
| フェデックス・エクスプレス         | アメリカ本土 : ロサンゼルス、メンフィス、オークランド（カリフォルニア州）、オンタリオ オセアニア : シドニー、オークランド（ニュージーランド) 東アジア : 大阪/関西                                                  |
| カリッタ・エア                     | 東アジア : 香港 アメリカ本土 : ロサンゼルス |
| UPS航空                            | ハワイ諸島 : カフルイ、カイルア・コナ 東アジア : ソウル/仁川、香港 オセアニア : シドニー ミクロネシア : グアム アメリカ本土 : ロングビーチ、ルイビル、オンタリオ、サンバーナーディーノ、フェニックス、サンディエゴ |
| DHL                                | アメリカ本土 : シンシナティ オセアニア : シドニー |

### 旅客便就航都市一覧
ハワイ州内
- ハワイ島 : ヒロ、カイルア・コナ
- マウイ島 : カフルイ、ラハイナ、カフルイ
- カウアイ島 : リフエ
- その他 : ラナイ島、モロカイ島

 アメリカ国内
- ラスベガス、ロサンゼルス、ニューヨーク/JFK、オークランド、フェニックス、ポートランド、サクラメント、サンディエゴ、サンフランシスコ、サンノゼ、シアトル、アンカレッジ、ベリンハム、ダラス・フォートワース、アトランタ、ソルトレイクシティ、ミネアポリス=セントポール、デンバー、ヒューストン、ニューアーク、ワシントン/ダレス、ボストン、ウェーク島（季節運航）

ポリネシア
- アメリカ領サモア : パゴパゴ
- ニュージーランド : オークランド
- フランス領ポリネシア : パペーテ
- サモア : アピア
- キリバス : キリスィマスィ島

ミクロネシア
- グアム : グアム
- ミクロネシア連邦 : チューク、ポンペイ、コスラエ
- マーシャル諸島 : クェゼリン、マジュロ

その他オセアニア
- フィジー : ナンディ
- オーストラリア : ブリスベン、シドニー、メルボルン
- ニュージーランド : オークランド

北アメリカ
- カナダ : バンクーバー、トロント、カルガリー

アジア
- 日本 : 千葉/成田、東京/羽田、大阪/関西、名古屋/中部、福岡(2025年11月19日をもって運休予定)[24][25]
- 大韓民国 : ソウル/仁川
- フィリピン : マニラ

### 廃止された路線

#### 日本

##### 1950年代以前

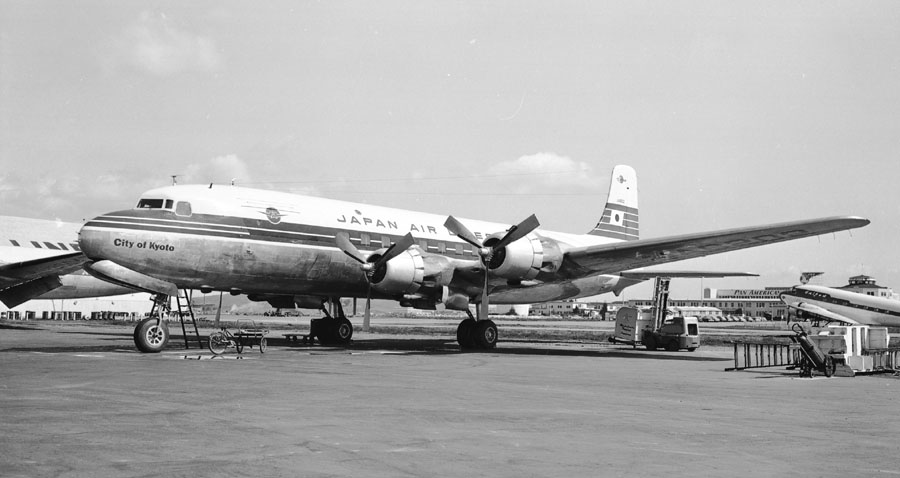
日本航空のダグラスDC-6（サンフランシスコ国際空港）

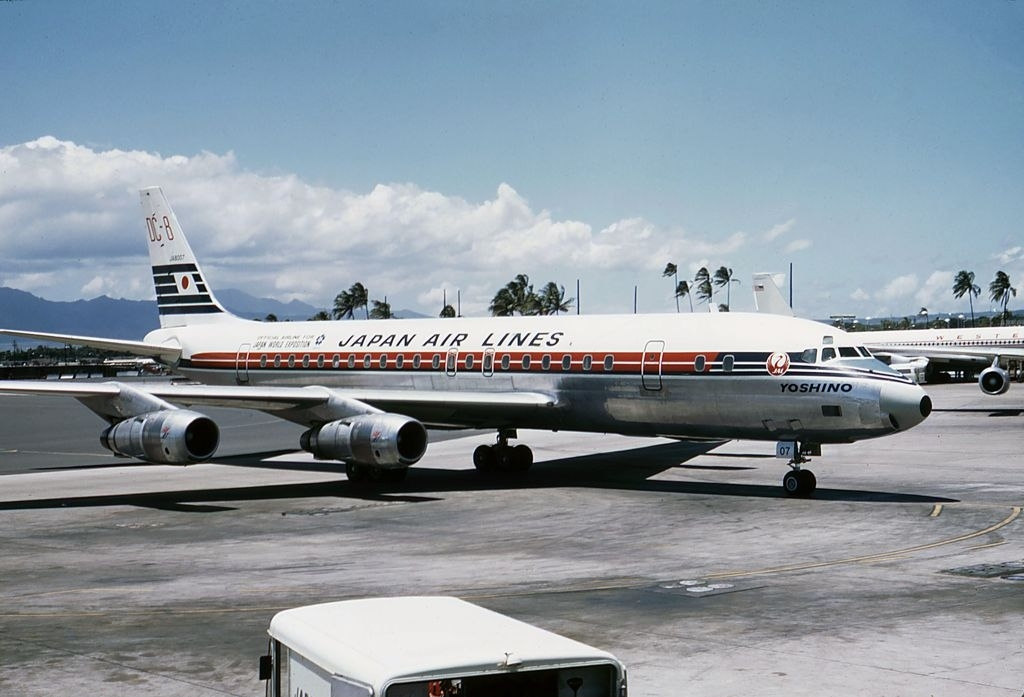
日本航空のダグラスDC-8₋53（1969年）

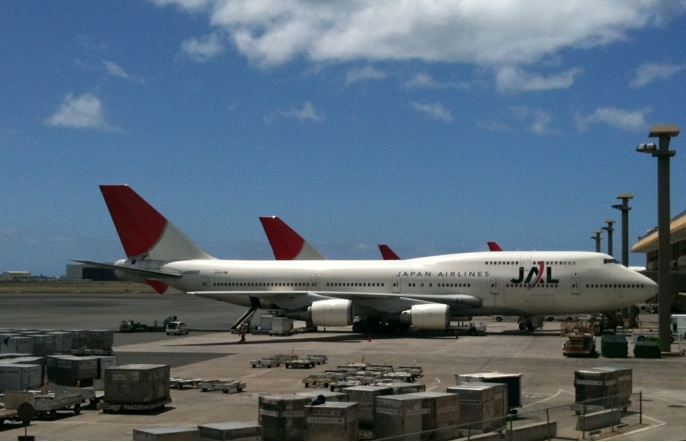
日本航空のボーイング747-400（2010年）

日本-ホノルル線を運航していた航空会社は、古くはノースウェスト航空とパンアメリカン航空、中国航空公司が1940年代に、日本航空と英国海外航空が1950年代に、その後レアル航空が1960年代に東京国際空港との路線に就航を開始した。当時から今も70年以上運航し続けているのは、日本航空だけである。

##### 日本航空
1954年2月2日にダグラスDC-6で、東京国際空港からウェーク島にテクニカルランディングし給油。ホノルル経由サンフランシスコ行きの週2便の乗り入れを開始した日本航空は、その後乗り入れ機材を航続距離が長いダグラスDC-7にすることで、東京-ホノルル間を直行化した。
1960年にジェット旅客機のダグラスDC-8に変更して以降も、機材の航続距離が短い1960年代までは、ロサンゼルス便やサンフランシスコ便、シアトル便、ニューヨーク便、また1966年から1970年代まで日本航空が自社運航していた世界一周路線の経由地として、さらにサンパウロまでの臨時便もホノルル経由で運航していた。
なおジェット化されて以降も、燃費効率の悪いターボジェットエンジンを装備したダグラスDC-8-30シリーズや一部の-50シリーズの機体で、ホノルルからの帰り便では向かい風成分が時速96km以上になるとノンストップで東京まで届かず、ウェーク島にテクニカルランディングし給油をする必要があった。1970年代初頭になり、これらのアメリカ本土便に航続距離が長いダグラスDC-8-62やボーイング747が就航すると直行化し、日本航空のホノルル経由のアメリカ本土便の乗り入れは終了した。
また日本航空は、今就航している国内4空港以外にも、1980年代から2000年代までは新千歳空港や仙台空港との間にもボーイング747や同₋300/-400で毎日定期便を運航していたほか、広島空港や新潟空港などの地方空港との間にマクドネル・ダグラスDC-10-40で週2往復程度直行便を運航していた。またJALウェイズによって福岡空港との間にも直行便が運航されていたが、2005年10月5日運休となった。

##### その他日系航空会社
また1990年代には全日本空輸も名古屋空港と関西国際空港からの直行便を運航していた他、日本エアシステムが成田国際空港との直行便を運航していたが、乗客が集まらずいずれも短期で撤退した。

##### アメリカ系航空会社

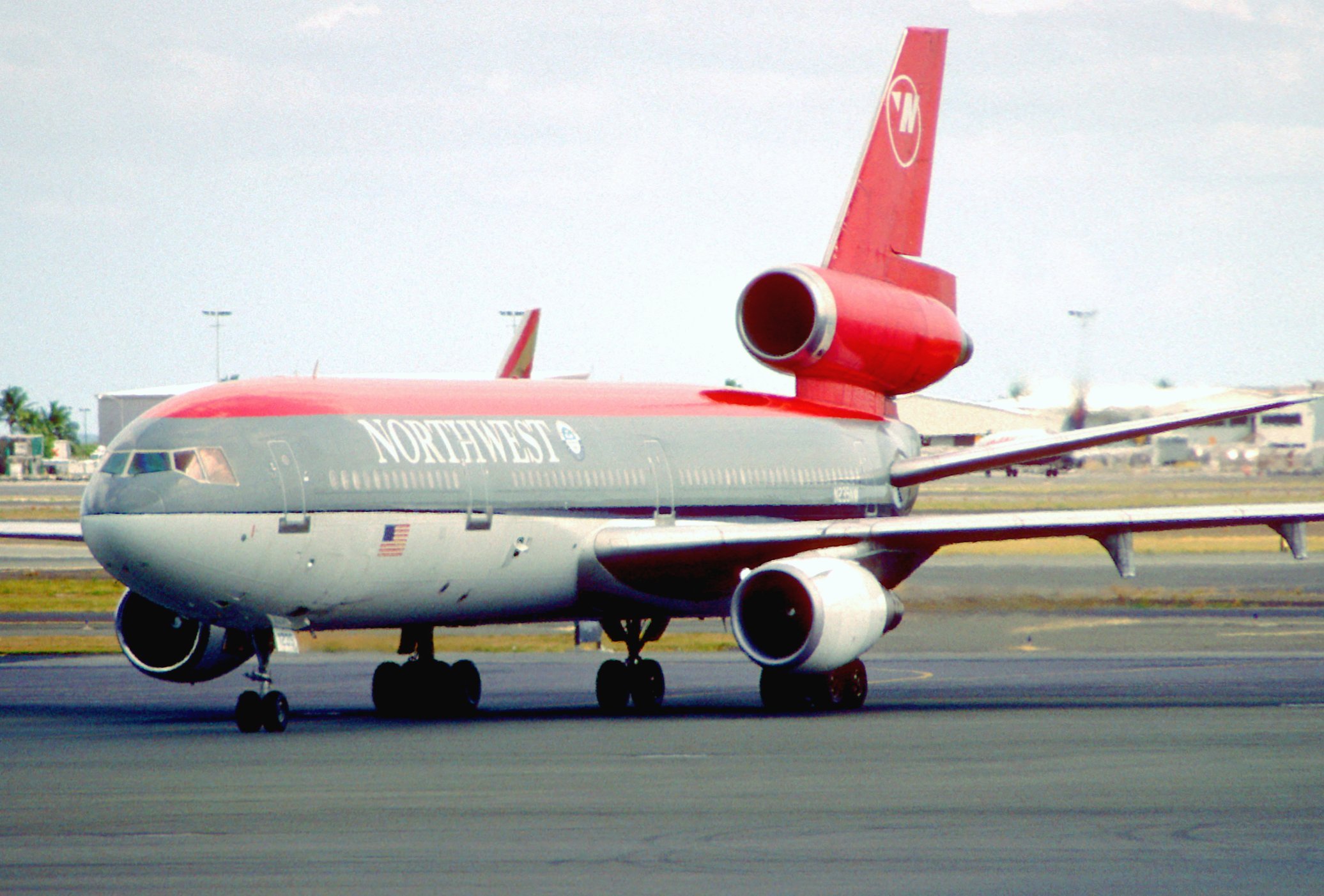
ノースウエスト航空のマクドネル・ダグラスDC-10

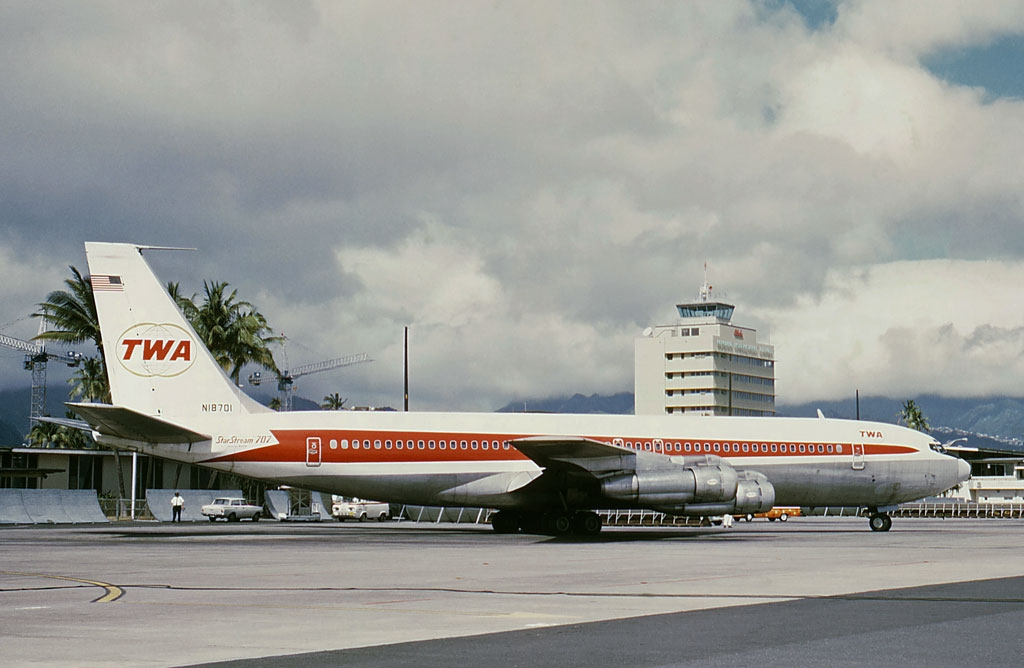
トランスワールド航空のボーイング707

開設当初から同路線のアメリカ側航空会社の主力であったパンアメリカン航空は、日本航空同様に、ロサンゼルス便やサンフランシスコ便、シアトル便、ニューヨーク便をウェーク島とホノルル経由で運航していた。またパンアメリカン航空が、日本航空と英国海外航空同様に運航していた世界一周便の寄港地としていた。
同様にまた機材もダグラスDC-4/6/7、ロッキード コンステレーション、ボーイング377/707/747と多彩な機材で乗り入れていたが、1985年に同社の経営状況悪化により路線をユナイテッド航空に譲渡し、引き継いだユナイテッド航空（成田国際空港や関西国際空港)や、後に買収したコンチネンタル・ミクロネシア（成田国際空港と中部国際空港）も運航停止した。
ノースウエスト航空を引き継いだデルタ航空の成田国際空港や関西国際空港、名古屋空港（当時）などの直行便も運休となった。また過去にノースウエスト航空（運航開始当初はハワイアン航空名義）によって福岡空港との間にも直行便が運航されていたが、デルタ航空に引き継がれた2010年代後半に運休となった。
またアメリカウエスト航空が名古屋空港との直行便を1991年から1992年にかけて運行していたほか、トランスワールド航空の世界一周便が沖縄とサンフランシスコ経由でヨーロッパを結ぶ便を乗り入れていたが、1970年代に廃止された。

##### アジア系航空会社

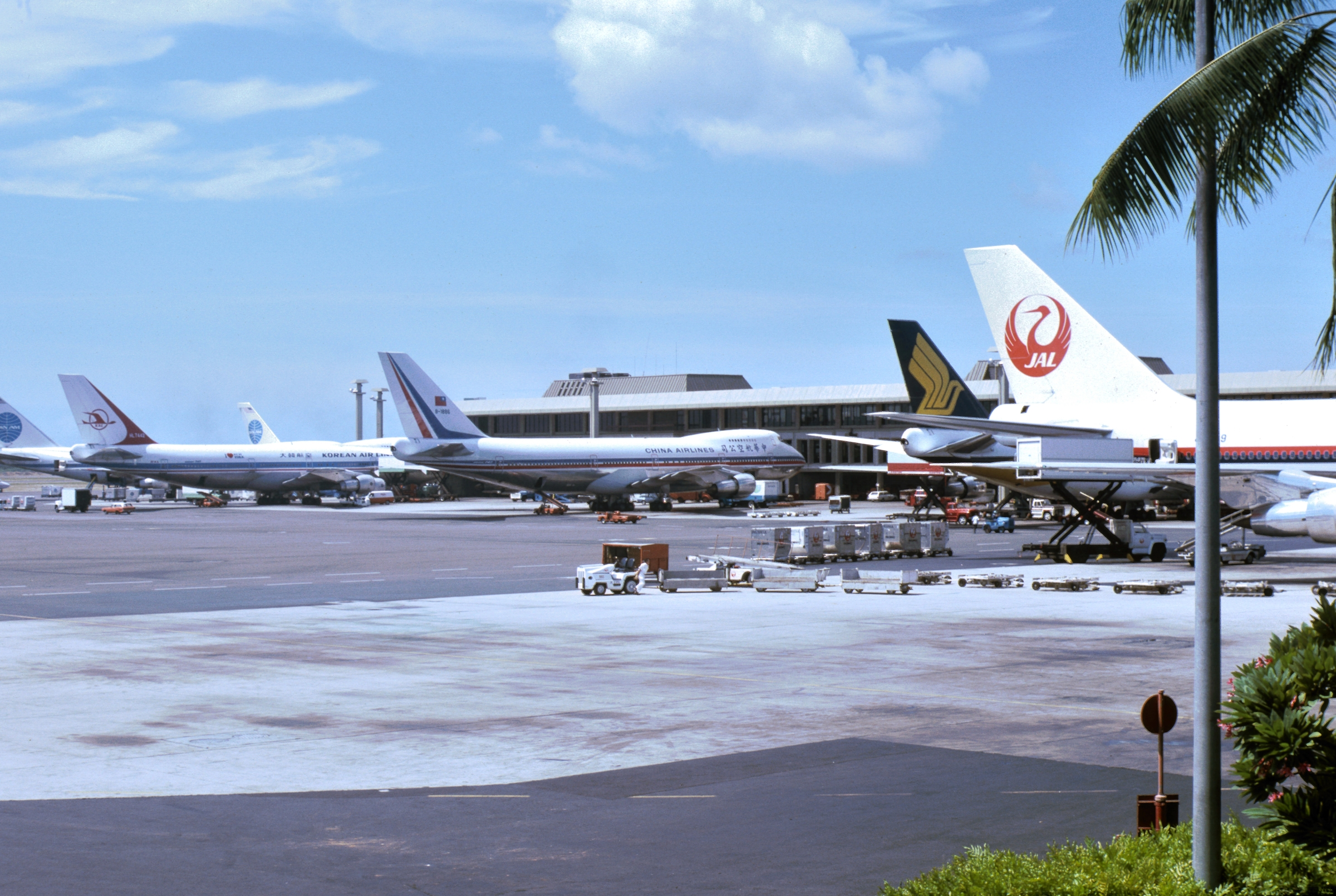
中華航空や大韓航空、シンガポール航空や日本航空、パンアメリカン航空のボーイング747が並ぶ(1981年)

日本-ホノルル線を就航していたものの撤退した航空会社は、給油拠点と以遠権の関係からアジアに多く、タイのエア・サイアムが1970年代に東京国際空港経由の便を運航していたが短期間で廃止した。またチャイナエアラインは同時期より台北から東京国際空港/成田国際空港経由の路線を運航していたが、2010年代に廃止した。最近では2019年5月にシンガポールの格安航空会社、スクートが関西国際空港経由の路線を短期で廃止した。
大韓航空のKE001/002便（ソウル/仁川 - 東京/成田 - ロサンゼルス）も、かつてはホノルル寄航を行っていた。1989年の747-400導入に伴う再編で直行化、寄航中止となったが、2013年3月31日から同便の行先をホノルルに変更し、KE001/002便が再度ホノルルに就航していたが、2020年初頭に廃止された。

#### ハワイ諸島とアメリカ本土

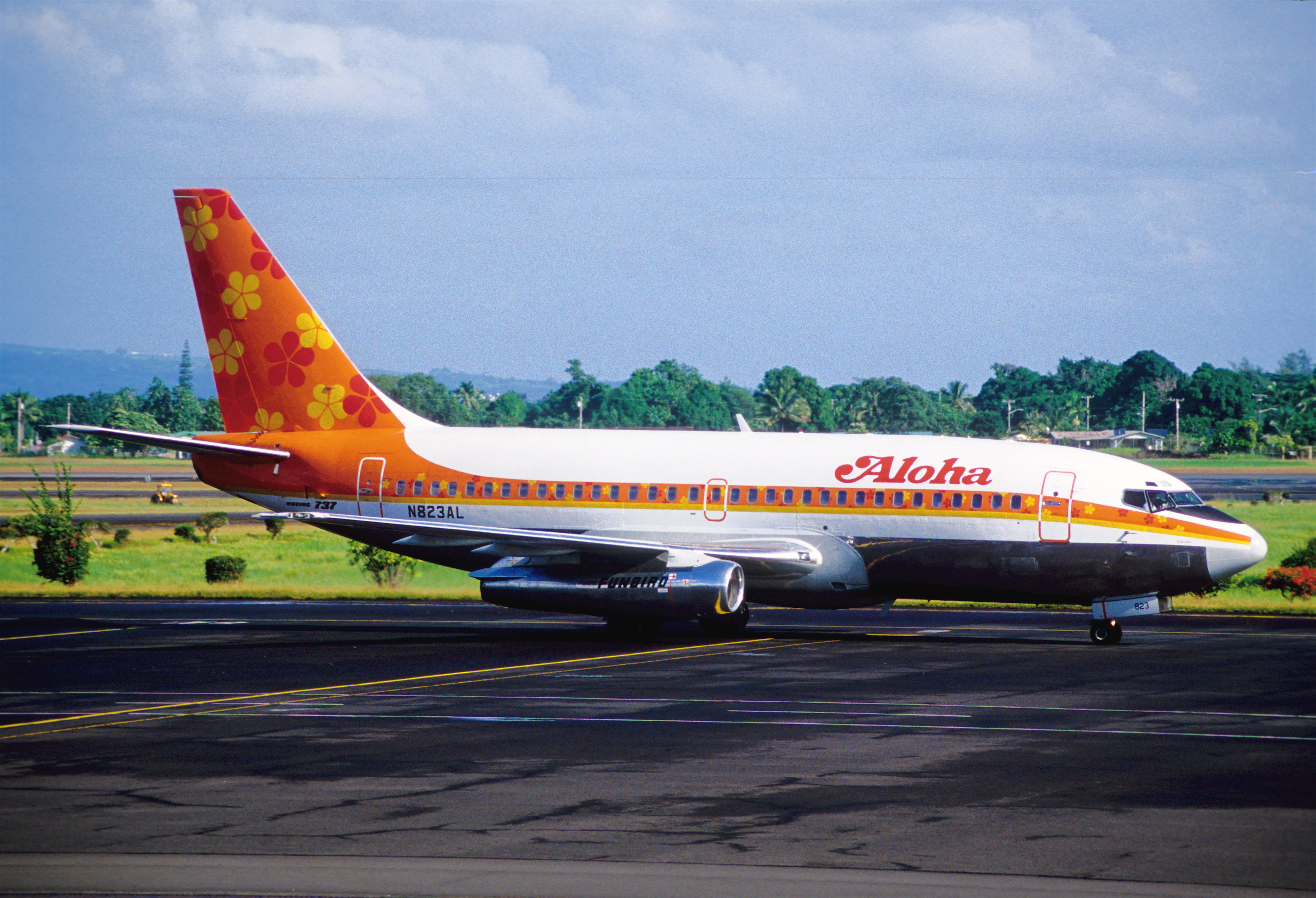
アロハ航空のボーイング737-200

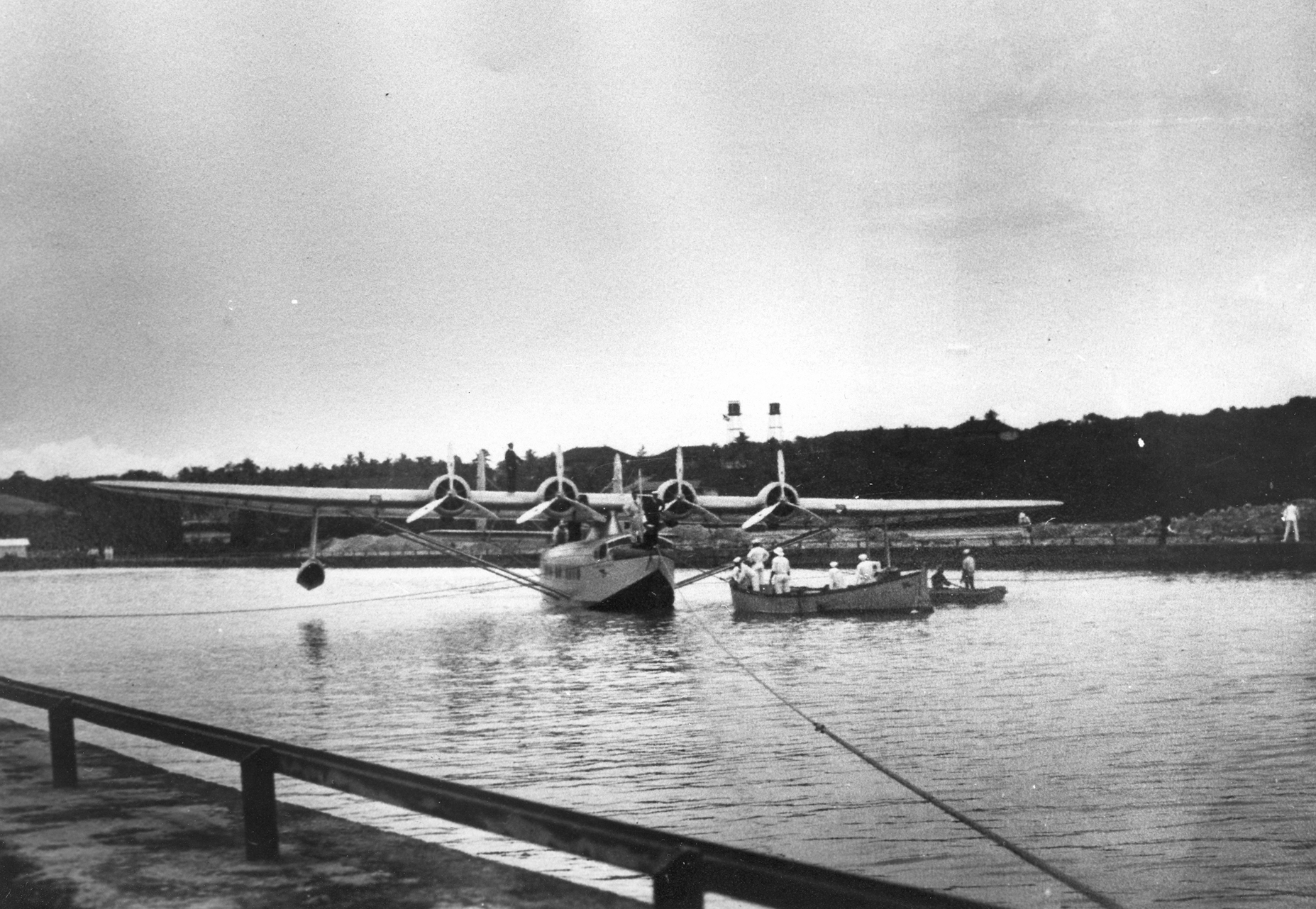
途中経由地のグアムに駐機するパンアメリカン航空のマーチン M130「チャイナクリッパー」

ハワイ諸島内とアメリカ本土を結ぶ便をハワイアン航空とともに運航していたアロハ航空が2008年4月1日に運航を停止し、数日後にアメリカ西海岸複数都市とホノルルを結んでいた格安航空会社のATA航空が相次いで運航を休止した。原油価格の高騰もあり、一時ハワイ諸島間やアメリカ本土との間の航空運賃が高騰する原因となった。
日本航空機製造YS-11を使用していたこともあるミッドパシフィックエアが、1988年にハワイ諸島内とアメリカ本土との運航を停止した。なお同型機材はハワイアン航空も使用していた。
現在はハワイアン航空とモクレレ航空。格安航空会社のサウスウエスト航空がダニエル・K・イノウエ国際空港をハブに、ハワイ諸島間とアメリカ本土の便を運航している。
その他、1935年にパンアメリカン航空がサンフランシスコ - ホノルル - マニラ - 香港（サンフランシスコ - ホノルル - ミッドウェイ島 - ウェーク島 - グアム - マニラに変更）を結ぶ世界最初の太平洋横断航空便をマーチン M130「チャイナ・クリッパー」飛行艇で開設したものの、第二次世界大戦の勃発により廃止された。飛行艇による太平洋横断便はその後現在に至るまで運航されていない。
他にも1950年代から2000年代にかけて、トランスワールド航空、アメリカン・オーバーシーズ航空、ブラニフ航空、ウェスタン航空、アメリカウエスト航空などが本土やグアムから乗り入れていた。

##### オセアニア・カナダ

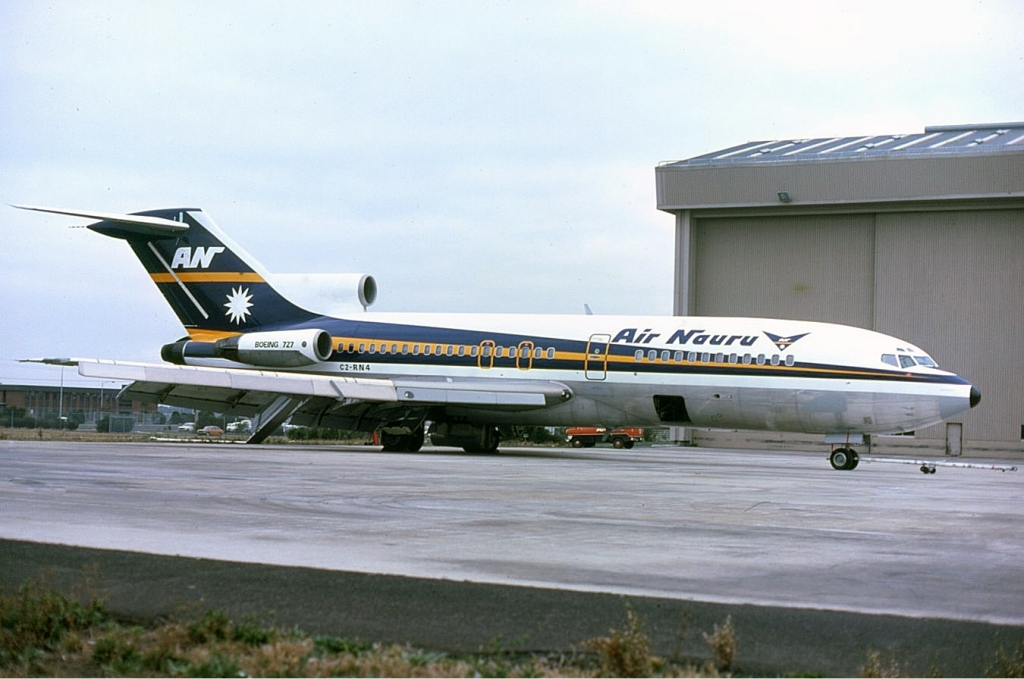
ナウル航空のボーイング727（メルボルン空港)

ナウル航空がナウル国際空港から1980年代まで、フランス領ポリネシアのタヒチを本拠地とするエア・タヒチ・ヌイが2010年代まで乗り入れていたが、いずれも今は撤退している。
またカナディアン航空が運航し、その後同社を買収したエア・カナダが路線を引き継ぎ運航していた同社の バンクーバー国際空港-ホノルル-シドニー便も運休となった。

##### アジア

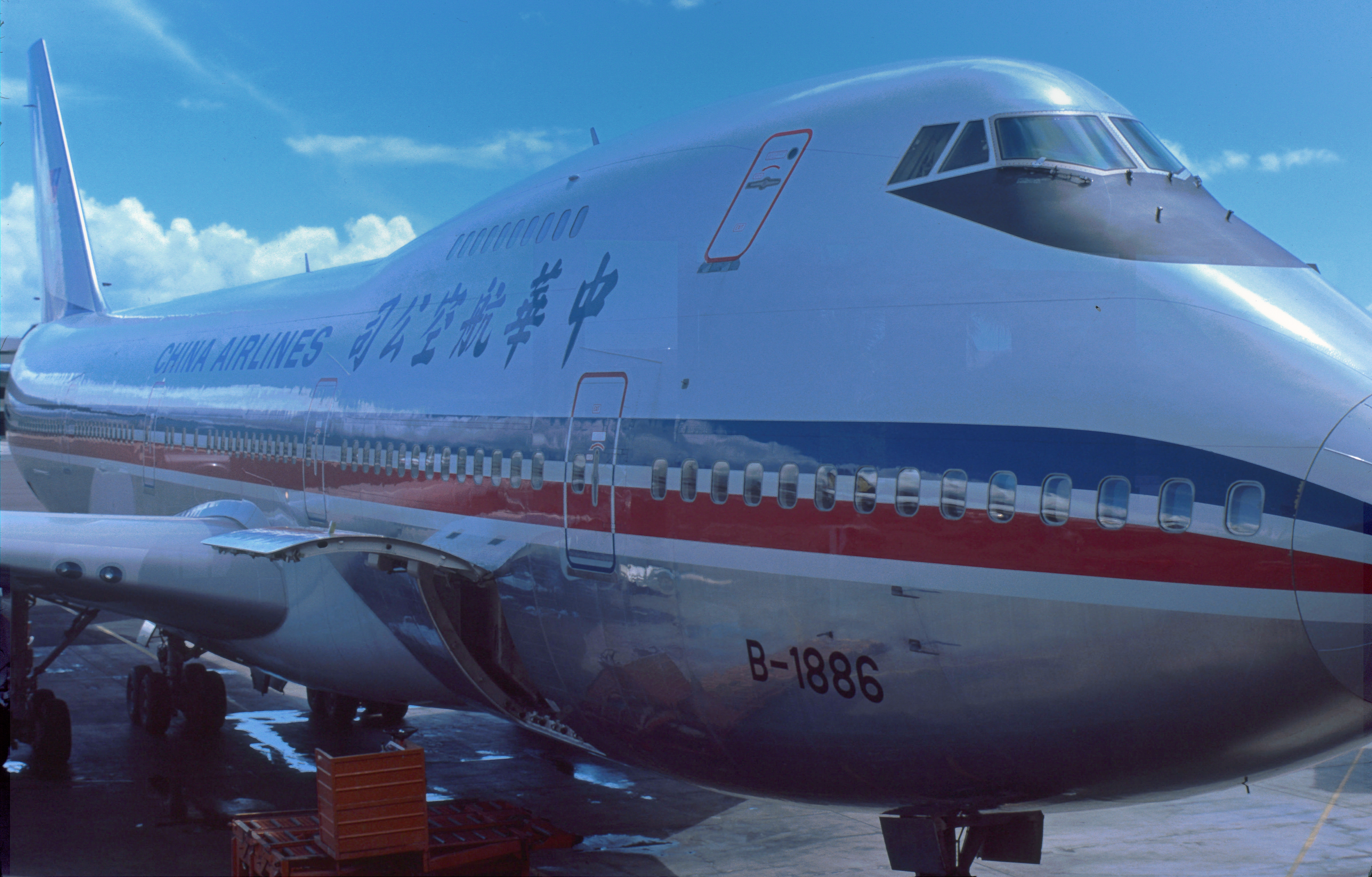
チャイナエアラインのボーイング747

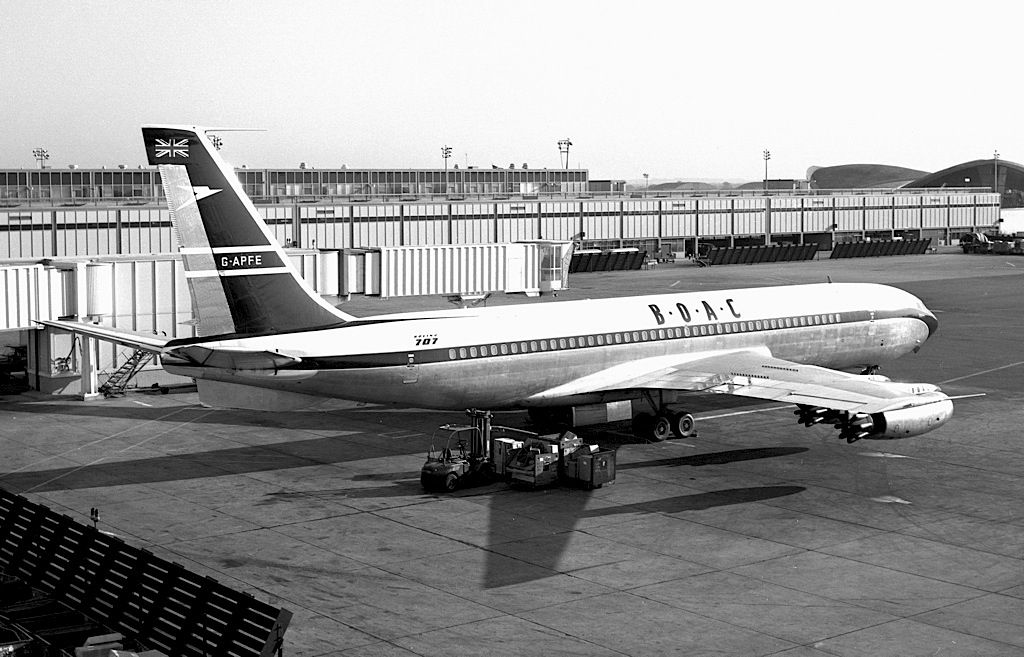
英国海外航空のボーイング707(ヒースロー国際空港)

チャイナエアラインやエバー航空も台北から直行便を運航していたが短い期間で運休となったほか、2010年代には、アメリカを仮想敵国とみなす中華人民共和国の航空会社である中国国際航空の乗り入れがあったが、基地と隣接した空港に乗り入れたことが問題視されたうえに、外交上の問題から同国の航空会社の乗り入れは現在はない。
1946年にオランダ領インド航空がバタビア-グアム-ホノルル-ロサンゼルス便の運航を開始したが翌年で運行を停止した。またジャカルタ - マニラ - ホノルル - ロサンゼルス線を運航していたガルーダ・インドネシア航空は、アジア通貨危機による理由などで北米線を廃止して同時に撤退した。
他のアジアの航空会社も、アメリカ本土路線を直行化させ、ホノルルから撤収した航空会社も少なくない。シンガポール - 香港 - ホノルル - サンフランシスコ線を運航していたシンガポール航空は、DC-10-30から747-200B、航続距離が長い747-400にスケールアップしてアメリカ本土に直行が可能となり、路線再編で直行化して撤退 した。クアラルンプール - 台北 - ホノルル - ロサンゼルス線を運航していたマレーシア航空も、同じ理由で撤退した。

##### ヨーロッパ・南アメリカ
ヨーロッパや南アメリカ発着の便については、過去の英国海外航空とパンアメリカン航空、日本航空とトランスワールドの世界一周便の経由地としてと、レアル航空のブラジル行きの経由便として以外の乗り入れはない。

## 空港へのアクセス

### 公共交通機関

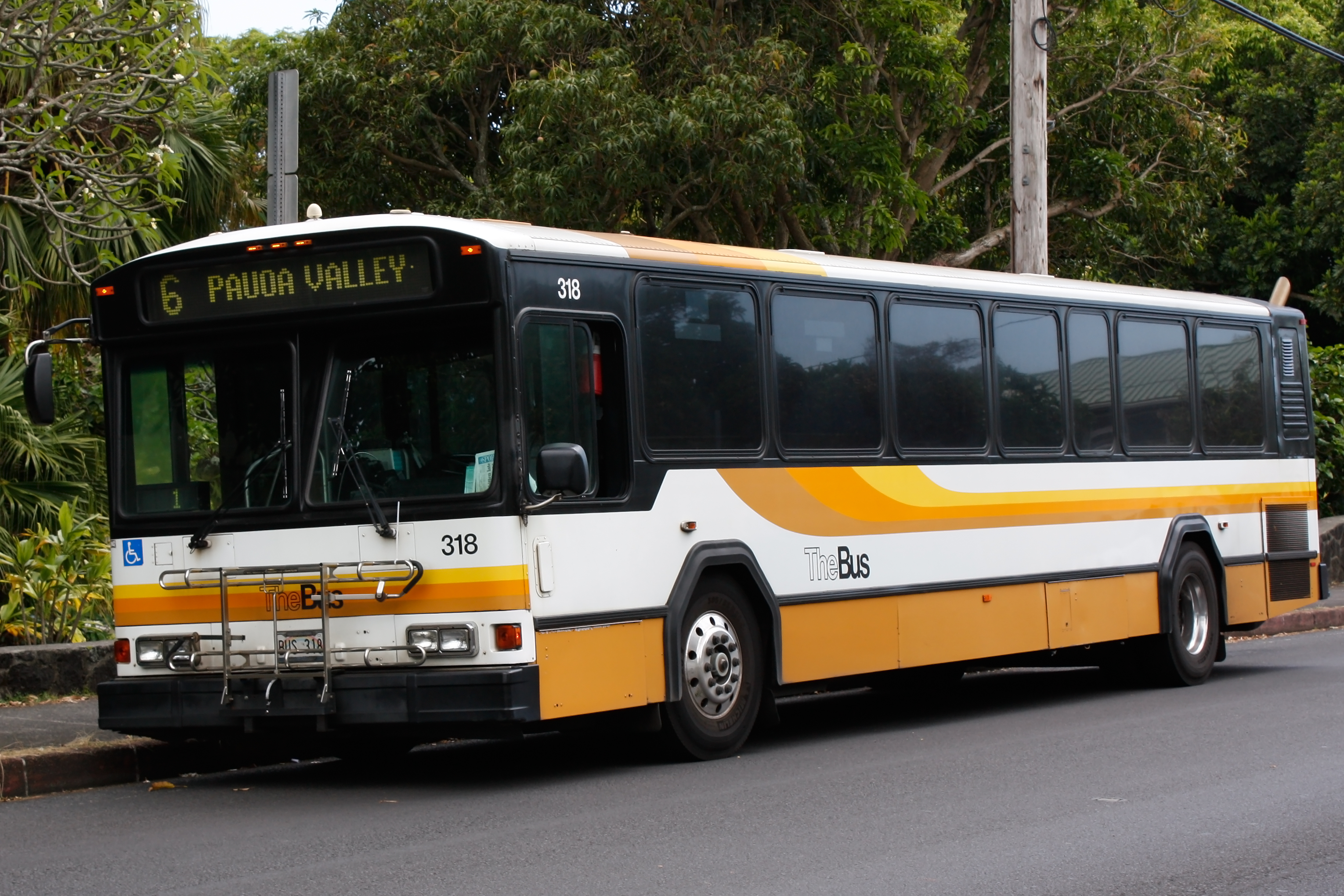
TheBus

#### バス
- TheBus：No.20でアラモアナ・センターまで約45分（主に地元在住者、空港勤務者向けであり、スーツケースなど大きな荷物を持った者は利用できない[40]）
- 小型バス/乗合タクシー （空港認定業者）：各ターミナル1階に乗り場が設けられている。ダウンタウン、ワイキキ、アラモアナ、カハラ、パールシティ、コオリナ行きなど。

#### 鉄道

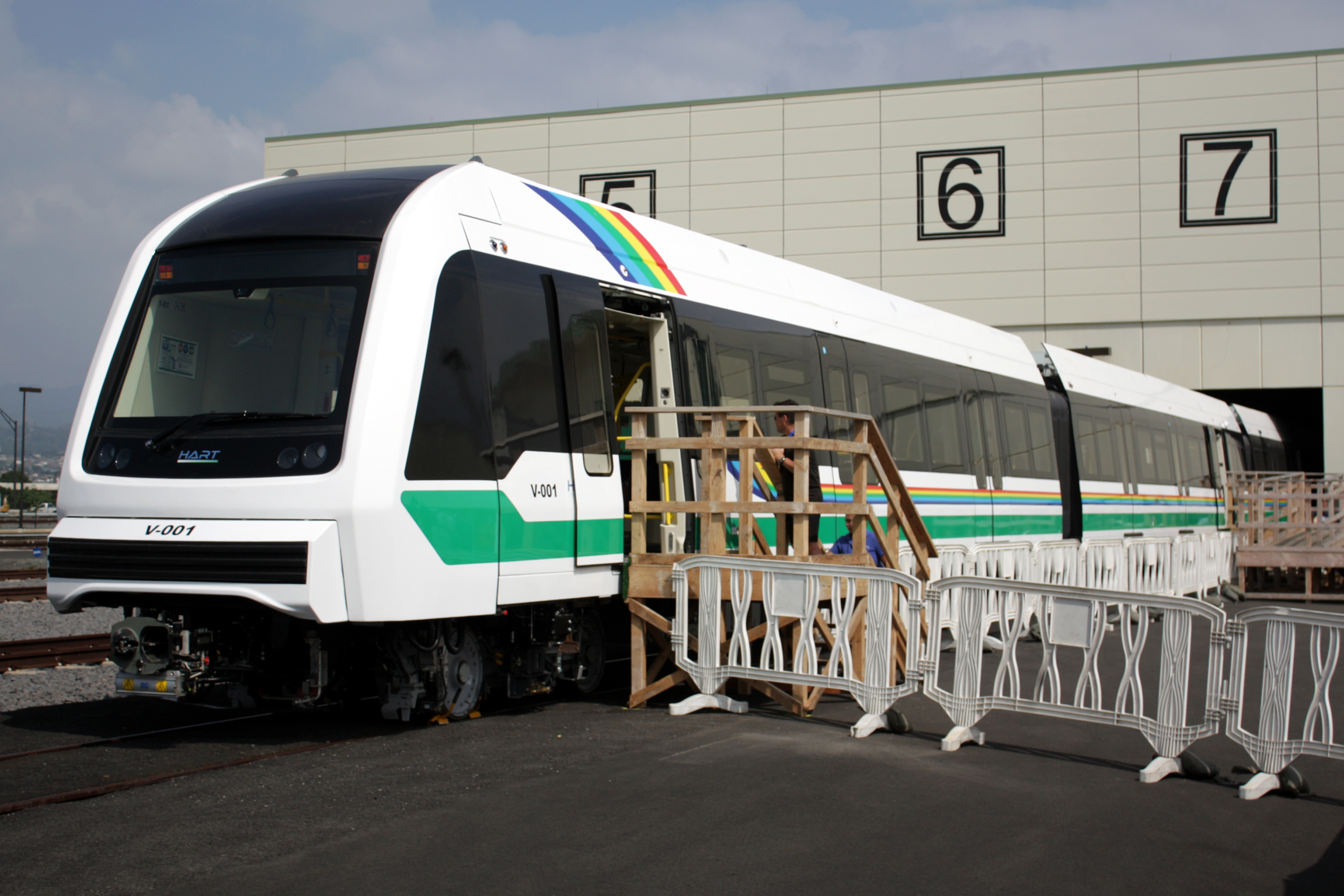
スカイライン

- 鉄道：スカイライン（ホノルル・レール・トランジット）の空港駅が、2025年夏以降の開業をめざし建設工事中である

#### タクシー・ライドシェア
- タクシー：各ターミナル1階に乗り場が設けられている[41]。
- ライドシェア（ウーバーやLYFTなど）：各ターミナル2階にピックアップポイントが設けられている。

### 自家用車

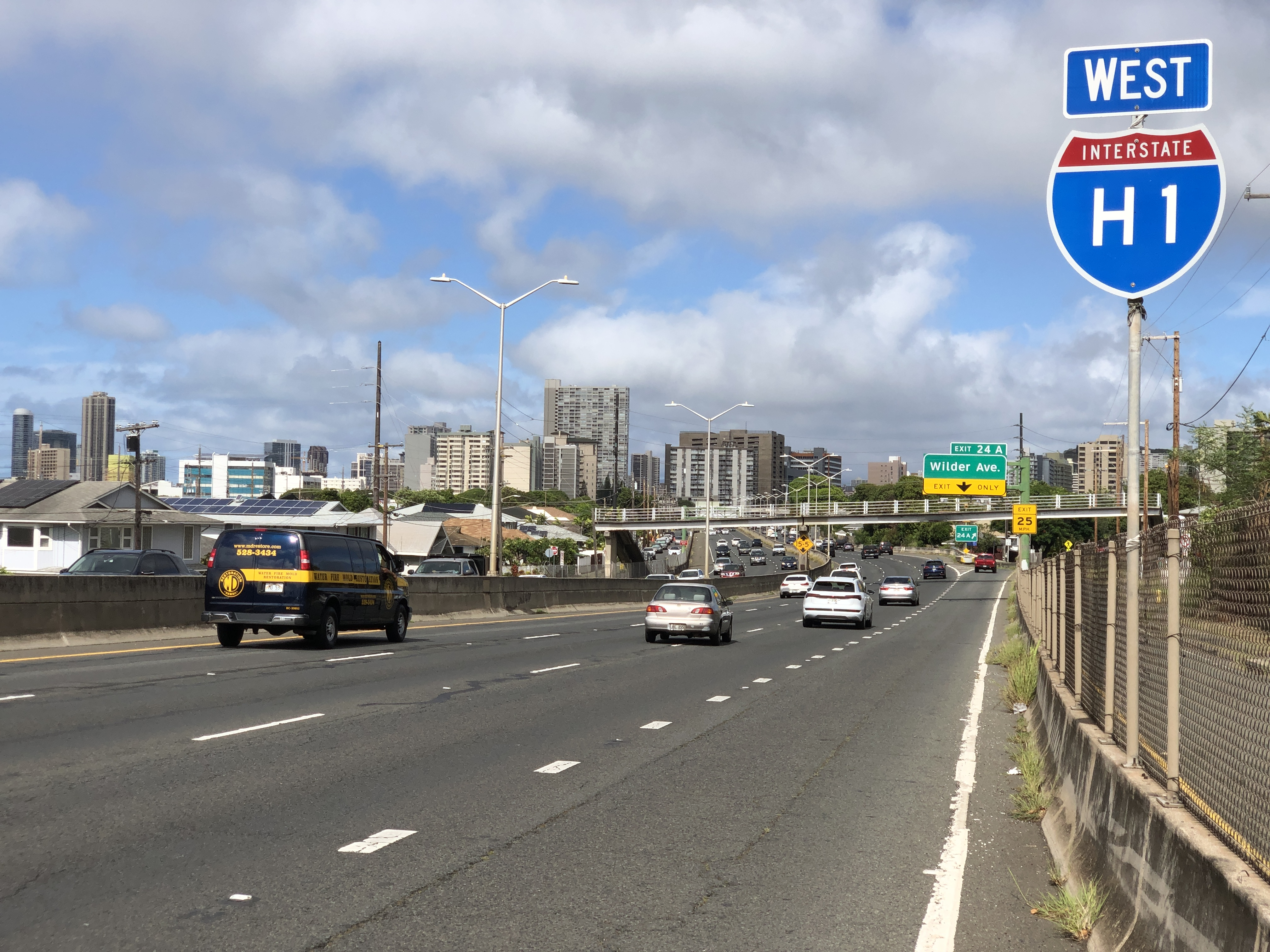
州間高速道路H-1号線

各ターミナルごとに駐車場がある。駐車場の混雑状況は駐車場入り口前の混雑掲示板で見ることができる。
自家用車で市内道路または州間高速道路ハワイ1号線を使い、パール・シティまで10-15分。ホノルルのダウンタウンまで15-20分、アラモアナやワイキキに25-30分。カハラやハワイ3号線と市内道路を使いカイルアに30-40分。州間高速道路ハワイ2号線と市内道路を使い40-50分程度でハレイワに行くことができる（いずれも渋滞状況による）。

### レンタカー
ハーツ、AVIS、エンタープライズ、バジェットレンタカーなど10社以上の大手レンタカー会社は、第2ターミナル駐車場に隣接した総合レンタカーオフィスで雨にぬれずに借りることができる。また総合レンタカーオフィスと各ターミナル間を結ぶシャトルバスも運行されている。